# Landhockey vid olympiska sommarspelen 2020
Landhockey vid olympiska sommarspelen 2020 arrangerades mellan 24 juli och 6 augusti 2021 på Oi Hockey Stadium i Tokyo i Japan. Tävlingarna bestod av en turnering för damer och en för herrar med 12 lag i respektive turnering. Upplägget var därmed oförändrat sedan OS 2008.
Turneringarna skulle ursprungligen ha spelats mellan 25 juli och 7 augusti 2020 men de blev på grund av Covid-19-pandemin uppskjutna.

## Kvalificering
Utöver Japan, som blev automatiskt kvalificerade som värdnation, kvalificerade sig elva damlandslag och elva herrlandslag för turneringarna utifrån resultatet i de olika tävlingar som fungerade som kval.

### Damer
| Turnering                  | Datum                       | Spelplats      | Platser | Kvalificerade |
| -------------------------- | --------------------------- | -------------- | ------- | ------------- |
| Värdnation                 | 7 september 2013            | i.u.           | 1       | Japan         |
| Asiatiska spelen 2018      | 19 augusti–1 september 2018 | Indonesien     | 0       | ^             |
| Panamerikanska spelen 2019 | 29 juli–9 augusti 2019      | Peru           | 1       | Argentina     |
| Afrikansk kvalturnering    | 12–18 augusti 2019          | Sydafrika      | 1       | Sydafrika     |
| Europamästerskapet 2019    | 17–25 augusti 2019          | Belgien        | 1       | Nederländerna |
| Oceaniska cupen            | 5–8 september 2019          | Australien     | 1       | Nya Zeeland   |
| Olympisk kvalturnering     | 25 oktober–3 november 2019  |                | 7       | Australien    |
| Olympisk kvalturnering     | 25 oktober–3 november 2019  | Indien         | 7       |               |
| Olympisk kvalturnering     | 25 oktober–3 november 2019  | Irland         | 7       |               |
| Olympisk kvalturnering     | 25 oktober–3 november 2019  | Kina           | 7       |               |
| Olympisk kvalturnering     | 25 oktober–3 november 2019  | Spanien        | 7       |               |
| Olympisk kvalturnering     | 25 oktober–3 november 2019  | Storbritannien | 7       |               |
| Olympisk kvalturnering     | 25 oktober–3 november 2019  | Tyskland       | 7       |               |
| Totalt                     |                             |                | 12      |               |

^ Japan kvalificerade sig som både värd och segrare i asiatiska spelen. Därför adderades en extraplats i den olympiska kvalturneringen.

### Herrar
| Turnering                  | Datum                       | Spelplats      | Platser | Kvalificerade |
| -------------------------- | --------------------------- | -------------- | ------- | ------------- |
| Värdnation                 | 7 september 2013            | i.u.           | 1       | Japan         |
| Asiatiska spelen 2018      | 19 augusti–1 september 2018 | Indonesien     | 0       | ^             |
| Panamerikanska spelen 2019 | 30 juli–10 augusti 2019     | Peru           | 1       | Argentina     |
| Afrikansk kvalturnering    | 12–18 augusti 2019          | Sydafrika      | 1       | Sydafrika     |
| Europamästerskapet 2019    | 16–24 augusti 2019          | Belgien        | 1       | Belgien       |
| Oceaniska cupen            | 5–8 september 2019          | Australien     | 1       | Australien    |
| Olympisk kvalturnering     | 25 oktober–3 november 2019  |                | 7       | Indien        |
| Olympisk kvalturnering     | 25 oktober–3 november 2019  | Kanada         | 7       |               |
| Olympisk kvalturnering     | 25 oktober–3 november 2019  | Nederländerna  | 7       |               |
| Olympisk kvalturnering     | 25 oktober–3 november 2019  | Nya Zeeland    | 7       |               |
| Olympisk kvalturnering     | 25 oktober–3 november 2019  | Spanien        | 7       |               |
| Olympisk kvalturnering     | 25 oktober–3 november 2019  | Storbritannien | 7       |               |
| Olympisk kvalturnering     | 25 oktober–3 november 2019  | Tyskland       | 7       |               |
| Totalt                     |                             |                | 12      |               |

^ Japan kvalificerade sig som både värd och segrare i asiatiska spelen. Därför adderades en extraplats i den olympiska kvalturneringen.

## Medaljsammanfattning
| Landhockey                      | Guld | Silver | Brons |
| Damernas turnering Detaljer...  | Nederländerna | Argentina | Storbritannien |
| Damernas turnering Detaljer...  | Felice Albers Eva de Goede Xan de Waard Marloes Keetels Josine Koning Sanne Koolen Laurien Leurink Frédérique Matla Freeke Moes Laura Nunnink Malou Pheninckx Pien Sanders Lauren Stam Margot van Geffen Stella van Gils Caia van Maasakker Maria Verschoor Lidewij Welten                     | Agustina Albertario Agostina Alonso Noel Barrionuevo Valentina Costa Biondi Emilia Forcherio Agustina Gorzelany María José Granatto Victoria Granatto Julieta Jankunas Sofía Maccari Delfina Merino Valentina Raposo Rocío Sánchez Moccia Micaela Retegui Victoria Sauze Belén Succi Sofía Toccalino Eugenia Trinchinetti | Giselle Ansley Grace Balsdon Amy Costello Fiona Crackles Sarah Evans Maddie Hinch Sarah Jones Hannah Martin Shona McCallin Lily Owsley Hollie Pearne-Webb Isabelle Petter Ellie Rayer Sarah Robertson Anna Toman Susannah Townsend Laura Unsworth Leah Wilkinson    |
| Herrarnas turnering Detaljer... | Belgien | Australien | Indien |
| Herrarnas turnering Detaljer... | Gauthier Boccard Tom Boon Thomas Briels Cédric Charlier Félix Denayer Nicolas De Kerpel Arthur De Sloover Sébastien Dockier John-John Dohmen Simon Gougnard Alexander Hendrickx Antoine Kina Loïck Luypaert Augustin Meurmans Victor Wegnez Vincent Vanasch Florent Van Aubel Arthur Van Doren | Daniel Beale Joshua Beltz Tim Brand Andrew Charter Tom Craig Matt Dawson Blake Govers Jeremy Hayward Tim Howard Dylan Martin Trent Mitton Eddie Ockenden Flynn Ogilvie Lachlan Sharp Joshua Simmonds Jacob Whetton Tom Wickham Aran Zalewski                                                                              | Dilpreet Singh Rupinder Pal Singh Surender Kumar Manpreet Singh Hardik Singh Gurjant Singh Simranjeet Singh Mandeep Singh Harmanpreet Singh Lalit Upadhyay P.R. Sreejesh Sumit Nilakanta Sharma Shamsher Singh Varun Kumar Birendra Lakra Amit Rohidas Vivek Prasad |

Denna tabell: visa • redigera

## Medaljtabell
| Pl.    | Nation         | Guld | Silver | Brons | Totalt |
| ------ | -------------- | ---- | ------ | ----- | ------ |
| 1      | Belgien        | 1    | 0      | 0     | 1      |
| 1      | Nederländerna  | 1    | 0      | 0     | 1      |
| 3      | Argentina      | 0    | 1      | 0     | 1      |
| 3      | Australien     | 0    | 1      | 0     | 1      |
| 5      | Indien         | 0    | 0      | 1     | 1      |
| 5      | Storbritannien | 0    | 0      | 1     | 1      |
| Totalt | Totalt         | 2    | 2      | 2     | 6      |

### Fotnoter
1. ↑  (16 juni 2021). Hockey Competition Schedule. Arkiverad 3 juli 2021 hämtat från the Wayback Machine. olympics.com. Läst 21 juni 2021.
2. ↑  Hockey. tokyo2020.org. Läst 7 oktober 2019.
3. ↑  (Program från 31 juli 2019). Olympic Competition Schedule. tokyo2020.org. Läst 7 oktober 2019.
4. ↑  (30 mars 2020). IOC, IPC, Tokyo 2020 Organising Committee and Tokyo Metropolitan Government announce new dates for the Olympic and Paralympic Games Tokyo 2020. IOK. Läst 21 juni 2021.
5. ↑  ”Qualification System Hockey” (på engelska). http://www.fih.ch/media/8997773/180406-ioc-approved-qualification-system.pdf. Läst 7 oktober 2017.
6. 1 2  (3 november 2019). Last six tickets to Tokyo 2020 secured on final day of FIH Hockey Olympic qualifiers. International Hockey Federation. Läst 5 november 2019.
7. ↑  (6 augusti 2021). Hockey – Women – Medallists. olympics.com. Läst 6 augusti 2021.
8. ↑  (5 augusti 2021). Hockey – Men – Medallists. olympics.com. Läst 5 augusti 2021.